# 神谷ゆり
神谷 ゆり（かみたに ゆり、1987年〈昭和62年〉2月21日 - ）は、日本の気象予報士、防災士、キャスター。

## 来歴
京都市出身。ノートルダム学院小学校卒業。ノートルダム女学院中学高等学校卒業。2009年3月、関西学院大学文学部卒業。同年4月、京セラ株式会社入社。国際物流部勤務 。
2011年に気象予報士登録（翌2012年京セラ退社）。
2013年より、NHK長野放送局において気象キャスターとして、「イブニング信州」「ひるとく」ラジオなどに出演。
2014年に防災士登録。防災士登録のきっかけは、信州で気象予報士として過ごす中で、多くの自然災害を目の当たりにし、今後は災害報道に力を入れて、信州の人々の命を救うために働きたいと思ったことによる。
2015年3月、NHK長野を卒業し、地元関西に戻り結婚。
2016年4月より奈良テレビ「ゆうドキッ!」の気象キャスターを務める。数か月出演ののち、第一子妊娠により降板。
2019年よりテレビ大阪『やさしいニュース』のお天気コーナーを務める。
2021年第二子を出産。
2022年3月16日、日本維新の会が同年7月執行予定の第26回参議院議員通常選挙比例区に神谷を擁立すると発表した。
2022年の第26回参議院議員通常選挙に日本維新の会公認で比例区から出馬した。7月10日の投開票の結果、神谷の比例個人票順位は維新比例候補者26人中10位（神谷の個人票数は27,215票）となったため、維新が比例で獲得した8議席に次々点で届かず落選した。
2022年12月8日、翌年の長野県議会議員選挙松本市・東筑摩郡区（定数7）への立候補を表明した。開票の結果次点で落選した。

## 過去の出演番組
- イブニング信州（NHK長野）
- ひるとく（NHK長野）
- ゆうドキッ!（奈良テレビ）
- やさしいニュース（テレビ大阪）

## 親族
元夫は地域政党京都党の神谷修平京都市会議員。